# Émile Lardier
Émile Lardier, né le 8 mai 1885 et mort le 10 juillet 1954 à Giromagny dans le Territoire de Belfort, est un avocat et un homme politique français.

## Biographie
Avocat, mutilé de guerre, il entre en politique en 1912 en devenant conseiller municipal de sa ville natale en 1912, maire en 1919, puis conseiller général. Devenu président du conseil général du Territoire de Belfort en 1931, il se présente aux élections législatives de 1936 au siège jusque-là détenu par André Tardieu, qui ne se représente pas. Il rejoint le groupe conservateur de la Fédération républicaine après son élection.
Le 10 juillet 1940, il ne prend pas part au vote sur la remise des pleins pouvoirs au Maréchal Pétain mais reste maire de Giromagny jusqu'en novembre 1944. Il quitte alors la ville, peut-être pour échapper à l'épuration. Arrêté en janvier 1945, il est poursuivi pour collaboration sur demande du Comité départemental de Libération, mais est finalement acquitté en mai 1945. Il meurt en 1954 dans sa ville natale sans avoir retrouvé de mandat parlementaire.

## Distinctions
- Croix de guerre 1914-1918
- Médaille de la Prévoyance Sociale (1925)
- Officier de la Légion d'honneur (1930)